# Terratritia seconda
Terratritia seconda är en kvalsterart som beskrevs av Sandór Mahunka 1991. Terratritia seconda ingår i släktet Terratritia och familjen Oribotritiidae. Inga underarter finns listade i Catalogue of Life.